# 대한민국 민법 제60조
대한민국 민법 제60조는 이사의 대표권에 대한 제한의 대항요건에 대한 민법총칙 조문이다.

## 조문
제60조(이사의 대표권에 대한 제한의 대항요건) 이사의 대표권에 대한 제한은 등기하지 아니하면 제삼자에게 대항하지 못한다.

第60條(理事의 代表權에 對한 制限의 對抗要件) 理事의 代表權에 對한 制限은 登記하지 아니하면 第三者에게 對抗하지 못한다.

## 비교조문
독일민법 26조, 68조, 70조와 유사하다.

## 사례
위키장학재단의 대표이사 마일즈는 재단건물을 마련한다는 명목으로 금 1억원을 차용하였는데 이를 자녀혼수비용 등 개인용도로 사용하였다. 위키장학재단의 정관에 법인이 타인으로부터 금원을 차용하는 경우 이사회의 결의를 거쳐야 하고 이를 등기하였으며 마일즈가 이를 어기고 차용하였다면 법인은 차용금에 대한 책임을 면할 수 있다.

## 판례
- 판례는 비법인사단 대표자의 대표권 제한 위반행위에 관한 사안에서 그 거래 상대방이 대표권 제한을 알았거나 알 수 있었을 경우가 아니라면 그 거래행위는 유효하고 이 경우 거래의 상대방이 대표권 제한 사실을 알았거나 알 수 있었음은 이를 주장하는 비법인 사단 측이 주장 입증하여야 한다고 판시하였다[1]

## 참고 문헌
- 오현수, 일본민법, 진원사, 2014. ISBN 978-89-6346-345-2
- 오세경, 대법전, 법전출판사, 2014 ISBN 978-89-262-1027-7
- 이준현, LOGOS 민법 조문판례집, 미래가치, 2015. ISBN 979-1-155-02086-9

## 같이 보기
- 대표권제한
- 제3자